# SKP2
SKP2（S-phase kinase associated protein 2）は、ヒトではSKP2遺伝子にコードされるタンパク質である。

## 構造
SKP2の全長は424残基であり、N末端領域近傍には約40アミノ酸からなるFボックスドメインが、そしてC末端領域は10個のロイシンリッチリピート（LRR）からなる凹面が形成されている。Fボックスタンパク質は、SCF複合体（SKP1-CUL1-F-box）と呼ばれるユビキチンリガーゼ複合体の4つのサブユニットのうちの1つを構成し、常にではないものの多くの場合、基質をリン酸化依存的に認識する。このSCF複合体において、SKP2は基質認識因子として機能する。

### Fボックスドメイン
Fボックスタンパク質は3つのクラスに分類される。FbxwはWD40リピートドメイン、FbxlはLRRをそれぞれ持ち、Fbxoはこれらとは異なる相互作用モジュールを持つか、または識別可能なモチーフを持たないものである。SKP2はFボックスに加えて10個のタンデムなLRRを有し、そのためFbxlに属する。10番目のLRRの後には約30残基のC末端テールが存在し、1番目のLRRへ向かってターンしている。この構造はsafety-beltと呼ばれ、LRRによって形成された凹面へ基質を押しつける役割を果たしている可能性がある。

## 機能
SKP2はサイクリンA-CDK2と安定な複合体を形成する。SKP2は主にS期、G2期、M期の序盤に、リン酸化されたp27（CDKN1B、KIP1）を認識し、分解を促進する。SKP2を介したp27の分解は、補助タンパク質CKS1Bを必要とする。p27の時期尚早な分解を防ぐため、SKP2の濃度はG1期の序盤から中盤かけて、APC/CCdh1ユビキチンリガーゼによるSKP2のユビキチン化によって低く維持されている。SKP2のSer64のリン酸化、そして程度は低いもののSer72のリン酸化はAPC/CCdh1への結合を阻害し、SKP2の安定化に寄与する。一方これらの残基のリン酸化は、SKP2の細胞内局在や活性型SCF複合体への組み立てには必要ではない。

### 細胞周期調節における役割
細胞周期の進行は、サイクリン依存性キナーゼ（CDK）、そしてサイクリン、CDK阻害因子との相互作用によって緊密に調節されている。これらによるシグナルの相対量は、周期的なタンパク質分解によって細胞周期の各段階を通じて振動的に増減している。こうした有糸分裂調節タンパク質の分解はユビキチン-プロテアソーム系によって媒介され、細胞内濃度の制御が行われている。これらのタンパク質は、E1（ユビキチン活性化酵素）、E2（ユビキチン結合酵素）、E3（ユビキチンリガーゼ）の3つの酵素の逐次的作用によって、認識され分解される。ユビキチン化の特異性をもたらしているのはE3リガーゼであり、E3は標的基質と物理的に相互作用する。SKP2はSCF複合体において基質のリクルートを担う構成要素であり、p27やp21といった細胞周期制御タンパク質を標的としている。SKP2はp21やp27の双方と二重のネガティブフィードバックループを形成していることが示唆されており、この機構によって細胞周期の開始やG1/S期の移行が制御されている。

## 臨床的意義
SKP2はがん遺伝子として振る舞い、リンパ腫の発症に関与するがん原遺伝子としての因果関係が確立されている。がんの発症に関与する最も重要なCDK阻害因子はp27であり、主にサイクリンE-CDK2複合体の阻害（そして程度は低いもののサイクリンD-CDK4複合体の阻害）に関与している。p27の濃度は（他のCDK阻害因子と同様に）細胞周期からの脱出と再進行に応じて増減する。濃度の調節は転写レベルで行われているのではなく、SCF複合体によるp27の認識とプロテアソーム系による分解へのタグ付けによって行われている。細胞がG0期に移行するとSKP2の濃度は低下してp27は増加し、SKP2とp27には見かけ上の逆相関がみられる。SKP2ががんに重要な役割を果たしており、またがんと関連した薬剤抵抗性にも関与していることを強く示唆するエビデンスが蓄積している。

### 過剰発現
SKP2の過剰発現はヒトのがんのプログレッションや転移において高頻度で観察され、SKP2のがん原遺伝子としての役割を示唆するin vitroやin vivoでのエビデンスが得られている。SKP2の過剰発現は、リンパ腫、前立腺がん、メラノーマ、鼻咽頭がん、膵がん、乳がんでみられる。さらに乳がんでは、SKP2の過剰発現は予後不良と相関している。腫瘍異種移植モデルでは、SKP2の過剰発現によって腫瘍成長や腫瘍形成が促進される。SKP2の不活性化は細胞老化またはアポトーシスの開始によってがんの発生を制限するが、この応答はin vivoでの発がん性条件下でのみ観察される。この応答はARF/p53非依存的であり、p27依存的に開始される。
Skp2ノックアウトマウスモデルを用いて、PTEN、ARF、pRBの不活化やHER2/neuの過剰発現など、さまざまな腫瘍促進条件下におけるがんの発生にSKP2が必要であることが複数のグループによって示されている。また遺伝的アプローチにより、Skp2の枯渇はp53非依存的な細胞老化の誘導やAktを介した好気性解糖の遮断によってがんの発生を阻害することが複数のマウスモデルで実証されている。Skp2の枯渇によってAktの活性化、Glut1の発現、そしてグルコースの取り込みが損なわれ、がんの発生の促進が行われなくなる。

### 薬剤標的としての可能性
SCF複合体の破壊はp27濃度の上昇をもたらし、異常な細胞増殖を阻害すると考えられるため、SKP2は抗がん剤開発の新たな魅力的な標的として多くの関心を集めている。効果的な阻害剤はSKP2と他の因子との相互作用面を標的として開発を行う必要があり、従来的な酵素阻害剤の開発よりもはるかに困難である。SKP2とその基質であるp27との結合部位を標的とした低分子阻害剤が発見されており、これらはSKP2非依存的にp27の蓄積を誘導し、細胞周期の停止を促進する。SKP1/SKP2相互作用面を標的とした阻害剤も発見されており、p27濃度の回復や細胞生存の抑制、p53非依存的な細胞老化の誘導、複数の動物モデルでの強力な抗腫瘍活性、そしてAktを介して解糖系に影響を及ぼすことが発見されている。SKP2はPTENを欠損したがんの治療標的となる可能性がある。

## 相互作用
SKP2は次に挙げる因子と相互作用することが示されている。
- CCNA2[53][54]
- CDK2[53][54][55]
- CDKN1A[56]
- CDKN1B[15][57][58]
- CKS1B[15][16][57][59][60]
- CDT1[61]
- CUL1（英語版）[9][54][61][62][63][64]
- E2F1（英語版）[54]
- ORC1（英語版）[65]
- SKP1（英語版）[62][66][67][68][69]